# Žalvarinis
Žalvarinis (рус. «сделанные из латуни») — фолк-рок-группа из Вильнюса, Литва. Группа была образована в 2001 году в результате сотрудничества языческой метал-группы Ugnėlakis и языческой фолк-группы Kūlgrinda. Это отразилось в названии их дебютного альбома 2002 года Ugnėlakis su Kūlgrinda.

## Стиль
Тексты песен группы обычно берутся из фольклора литовского народа и исполняются на родном литовском языке. В музыке Жалвариниса часто используется традиционная литовская певческая техника сутартинес (форма ликования), которую обычно исполняют три певицы группы. Сутартинес можно услышать в треках Ailiom susėdom, Dijūta или Ožys. Аутентичное произношение, а также старинные слова и их формы, в народных песнях обычно сохраняются. Как наследие Кулгринды, группа представляет несколько народных песен старых пруссаков.
С другой стороны, звучание Жалвариниса, хотя всё ещё находится под влиянием традиционной литовской народной музыки, является более современным — это смесь традиционного хэви-метала и прогрессивного рока. Первый альбом группы был в жанре хэви-метал, а поздние содержат больше прогрессивного рока.
Песня Aš kanapį sėjau (Я посеял коноплю), взятая из альбома 2005 года Žalio vario, была представлена в сборнике «Трансформации в литовской песне» 2006 года, посвящённом развитию литовской народной музыки. Сборник опубликовал литовско-американский журнал.

## Участники

### Нынешние участники
- Робертас Семенюкас — вокал, электрическая, акустическая и слайд-гитары, клавишные, музыкальный руководитель
- Юсте Крауелите — вокал
- Сигита Йонинайте-Будене — вокал
- Домас Жостаутас — бас-гитара
- Йонас Ленгвинас — ударные

### Бывшие участники
- Инета Медунецките-Тамошюнене — вокал
- Лаурита Пеленюте — вокал
- Паулюс Яскунас — бас-гитара
- Симонас Гуделис — ударные
- Ауримас Лемежис — бас-гитара
- Мариус Буда — электрогитара
- Рамунас Поцюс — вокал, дудка
- Эгле Пакшите — вокал
- Дариуш Лозников — бас
- Демонас — бас
- Арунас Лукашявичюс — бас
- Илья Молодцов — ударные
- Айдас Буйвидас — гитара

## Дискография
- Ugnėlakis su Kūlgrinda (2002, Bomba records)
- Žalio vario (2005, Prior music) translates as [Made] of Green Copper, green copper being an archaic name for brass
- Folk n' Rock (2008, Monako Productions)
- Gyvas (2014, Robertas Semeniukas)
- Teka (2016, Robertas Semeniukas)
- Einam Tolyn (2018, Robertas Semeniukas)
- The Best of Žalvarinis (2019, Robertas Semeniukas)